# Kris Freeman
Kris Freeman (Concord, 14 ottobre 1980) è un ex fondista statunitense.

## Biografia
In Coppa del Mondo ha esordito il 13 gennaio 2001 a Soldier Hollow (29°).
In carriera ha preso parte a quattro edizioni dei Giochi olimpici invernali, Salt Lake City 2002 (22° nella 15 km, 41° nella sprint, 14° nell'inseguimento, 5° nella staffetta), Torino 2006 (21° nella 15 km, 61° nella 50 km, 12° nella staffetta), Vancouver 2010 (59° nella 15 km, non conclude la 50 km, 45° nell'inseguimento) e Soči 2014 (52° nella 15 km, 57º nella 50 km, 53º nello skiathlon), e a otto dei Campionati mondiali (4° nella 15 km a Val di Fiemme 2003 e a Liberec 2009 i migliori risultati).

## Palmarès

### Coppa del Mondo
- Miglior piazzamento in classifica generale: 27º nel 2011